# The Peaceful Pill Handbook
The Peaceful Pill Handbook é um livro que apresenta informações sobre suicídio assistido e eutanásia voluntária. Foi publicado originalmente nos Estados Unidos em 2006, e foi escrito pelo médico australiano Philip Nitschke e pela advogada Fiona Stewart. Em 2008, foi lançado em edição digital. A edição digital contém, além do texto original do livro, videoclipes sobre métodos de suicídio assistido, eutanásia voluntária e questões relacionadas, mas não fornece instruções sobre "como fazer". Uma edição alemã do livro impresso – Die Friedliche Pille – foi publicada em 2011. Uma edição francesa – La Pilule Paisible – foi publicada em junho de 2015.

## Conteúdo
O livro é destinado principalmente a idosos, pessoas gravemente doentes, suas famílias e amigos. Também é um guia de recursos para quem trabalha com saúde pública e assistência a idosos. O livro classifica mais de 15 abordagens à eutanásia de acordo com escalas de confiabilidade e tranquilidade definida pelos autores.
As estratégias abordadas pelos livros incluem: o uso de gás (como nitrogênio), venenos (como monóxido de carbono), medicamentos sem receita médica (como cloroquina), medicamentos prescritos (como insulina, opiáceos e barbitúricos). O livro detalha os meios legais de obter e administrar os medicamentos e outros problemas periféricos, como armazenamento, prazo de validade e descarte. Os serviços da Suiça de suicídio assistido também são abordados em detalhes, assim como questões como redação de testamentos, declalração antecipada de vontade e questões de determinação da capacidade testamentária e relacionadas à tomada de decisão.

## Recepção
Embora tenha sido restrito na Nova Zelândia e na Austrália, o livro está disponível em outros países.

### Austrália
Na Austrália, apesar do livro ter sio inicialmente classificado como para pessoas maiores de 18 anos, a publicação foi revogada a pedido do Procurador-Geral da Austrália. No início de 2007, a publicação recebeu a classificação recusada (RC) pelo Conselho de Classificação. Em 2009, o governo australiano incluiu o site do manual em seu plano de filtragem de internet, conhecido como Clean Feed.

### Nova Zelândia
Em 2008, a Sociedade para Promoção de Padrões Comunitários se opôs à publicação do livro. Isso levou ao seu banimento temporário na Nova Zelândia, alegando que o livro era uma publicação censurável. Em 2008, o livro foi reeditado e republicado em edição selada com indicação de classificação etária.